# Геллеспонтская Фригия
Геллеспонтская Фригия (др.-греч. Ἑλλησποντιακὴ Φρυγία, Hellēspontiakē Phrygia), также Малая Фригия ( μικρᾶ Φρυγία, mikra Phrygia) — сатрапия державы Ахеменидов, существовавшая в древности в Анатолии, в её состав входили: Троада, Мизия, Вифиния, резиденция сатрапа располагалась к югу от Кизика в Мизии.
Сатрапом Дария III в Геллеспонтской Фригии был Фарнабаз III, позже сатрапом стал назначенный на эту должность Александром Македонским Калас, после подписания соглашения в Трипарадисе — Арридей. По мнению Страбона в состав Геллеспонта и «приобретённой» Фригии входила также «малая» Фригия. Мнения других географов различны.

## История
Сатрапия была создана в начале V века до нашей эры, во время административной реорганизации территорий в западной части Малой Азии, которые были одной из наиболее важных частей Ахеменидской державы. Фактически, всё время своего нахождения под персидской властью сатрапия управлялась представителями (династами) наследственной иранской династии Фарнакидов, которые были непосредственно связаны с царской династией Ахеменидов.
В период завоевания Персидской империи Александр Македонский назначил македонца Каласа в 334 году до н. э. управителем  стратегически важной Фригии у Геллеспонта, после того, как Парменион занял Даскилеон, столицу сатрапии. Таким образом, Калас стал первым из македонян, который получил от Александра персидский титул сатрапа. Ему было поручено собирать дань в том же объеме, что уплачивалась при персах. Несколько позже в подчинение Каласа была передана территория Пафлагонии.
После смерти Александра в 323 году сатрапия досталась Леоннату, который вскоре был убит в ходе Ламийской войны. Регион был захвачен Лисимахом, а после битвы при Курупедионе (281 г. до н. э.) был добавлен к владениям Селевкидов, вскоре перейдя в состав Вифинского царства.

## Правители

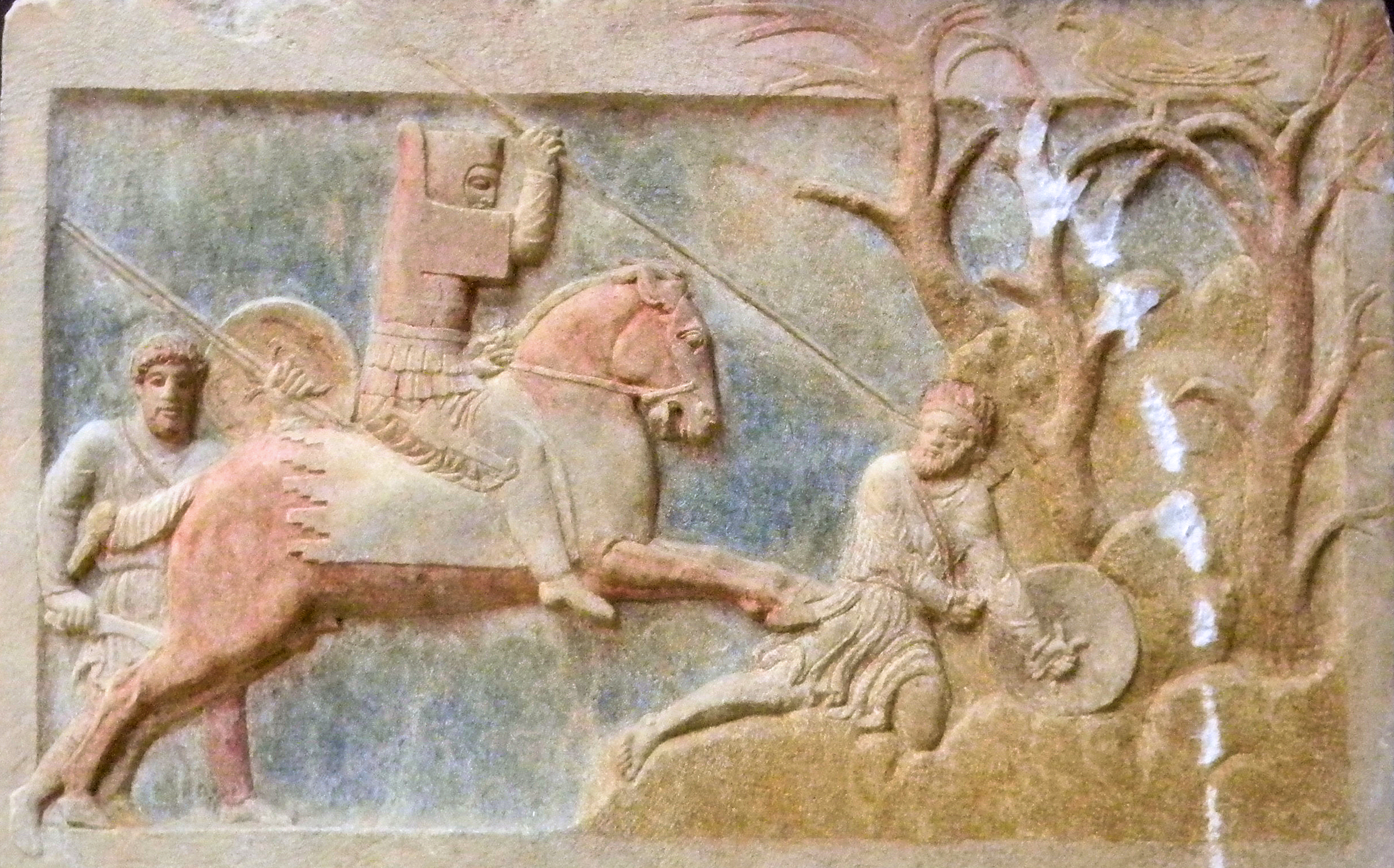
Ахеменидский династ атакует греческого псила, Саркофаг из Алтыкулач, начало IV века до н. э.

### Персидское правление
- Митробат (ок. 520 до н. э.)
- Мегабаз[англ.] (ок. 500 до н. э.)
- Эбар (ок. 493 до н. э.)
- Артабаз I (477—455 до н. э.)
- Фарнабаз I (455—430 до н. э.)
- Фарнак II  (430—422 до н. э.)
- Фарнабаз II (413—387 до н. э.)
- Ариобарзан  (387—362 до н. э.)
- Артабаз II (362—353 до н. э.)
- Артабаз II (353—353 до н. э.)
- Арсит (353—334 до н. э.)

### Македонское правление
- Калас (334—327 до н. э.)
- Демарх (327—323 до н. э.)
- Леоннат (323—322 до н. э.)
- Арридей (321—319 до н. э.)